# Cantone di Muret
Il Cantone di Muret è una divisione amministrativa dell'Arrondissement di Muret.
A seguito della riforma approvata con decreto del 13 febbraio 2014, che ha avuto attuazione dopo le elezioni dipartimentali del 2015, non ha subìto modifiche.

## Composizione
Comprende 9 comuni:
- Le Fauga
- Frouzins
- Labastidette
- Lavernose-Lacasse
- Lherm
- Muret
- Saint-Clar-de-Rivière
- Saint-Hilaire
- Seysses